# Сака (містечко)

34°20′29″ пн. ш. 132°30′50″ сх. д. / 34.34139° пн. ш. 132.51389° сх. д.
Са́ка (яп. 坂町, さかちょう, МФА: [saka t͡ɕoː]) — містечко в Японії, в повіті Акі префектури Хіросіма. Засноване 1 серпня 1956 року.　Станом на 1 жовтня 2007 площа містечка становила 15,67 км². Станом на 1 червня 2011 населення містечка становило 13 464 осіб.